# Comuna Oleksandrivka, Jmerînka
Oleksandrivka (în ucraineană Олександрівка) este o comună în raionul Jmerînka, regiunea Vinnița, Ucraina, formată din satele Kudiivți, Oleksandrivka (reședința) și Poval.

## Demografie
Componența lingvistică a satului Oleksandrivka
     Ucraineană (97,7%)
     Rusă (2,25%)
Conform recensământului din 2001, majoritatea populației satului Oleksandrivka era vorbitoare de ucraineană (97,7%), existând în minoritate și vorbitori de rusă (2,25%).